# Julio Pérez (futbolista)
Julio Gervasio Pérez Gutiérrez (Montevideo, 19 de junio de 1926-Montevideo, 22 de septiembre de 2002) fue un futbolista uruguayo. Jugaba de entreala derecho y era un excelente dribleador. Fue campeón mundial con la selección uruguaya en 1950.

## Trayectoria
Su primer equipo fue el Ultima Hora, club que en los primeros años de la década del cuarenta, estaba afiliado a la entonces Divisional Extra. Después jugó en el Edinson que pertenecía a la Liga de Montevideo y en 1945 ingresó al fútbol profesional para defender la camiseta de Racing. Era un futbolista incansable, con formidable dominio de la pelota y un inusual movimiento de sus piernas en la gambeta. Era el nexo entre defensa y ataque, un armador de pase preciso y moña desconcertante y además, gran definidor.
En 1950, luego de un pasaje por River pide pase a Nacional. Allí tuvo un triunfal pasaje, se coronó campeón de la Copa Uruguaya en cuatro oportunidades y conquistó 64 goles.
En 1957, al tener que abandonar Nacional, por decisión del entrenador Ondino Viera, jugó en el Internacional de Porto Alegre y en 1958 se incorporó a Sud América, que estaba en la Divisional "B", logrando ese mismo año el ascenso a Primera. Este sería su último club profesional, luego desde 1960 a 1963, militó en clubes aficionados de Canelones, Lavalleja y Rocha.
Luego tuvo una extensa trayectoria como entrenador de juveniles en Sud América, Racing, Olimpia de Asunción, Fénix y Veracruz de México; destacándose que se desempeñó durante muchos años como ayudante técnico del profesor Ricardo de León en Defensor. 
Falleció el 22 de septiembre de 2002. Sus restos reposan en el Cementerio del Buceo.

## Selección nacional
Fue internacional con la Selección de fútbol de Uruguay en 22 partidos, anotando nueve goles. Participó del emblemático Maracanazo, la mayor hazaña de la historia del fútbol, logrando así el título de campeón del mundo en 1950. Pata Loca fue titular en todos los partidos del mundial.

### Participaciones en Copas del Mundo
| Mundial                     | Sede   | Resultado | Partidos | Goles |
| --------------------------- | ------ | --------- | -------- | ----- |
| Copa Mundial de Fútbol 1950 | Brasil | Campeón   | 4        | 1     |
| Copa Mundial de Fútbol 1954 | Suiza  | 4° puesto | 0        | 0     |

## Clubes
| Club          | País    | Año       |
| ------------- | ------- | --------- |
| Racing        | Uruguay | 1945-1947 |
| River Plate   | Uruguay | 1948-1950 |
| Nacional      | Uruguay | 1950-1956 |
| Internacional | Brasil  | 1957      |
| Sud América   | Uruguay | 1958-1960 |

## Palmarés

### Campeonatos nacionales
| Título              | Club        | País    | Año  |
| ------------------- | ----------- | ------- | ---- |
| Campeonato Uruguayo | Nacional    | Uruguay | 1950 |
| Campeonato Uruguayo | Nacional    | Uruguay | 1952 |
| Campeonato Uruguayo | Nacional    | Uruguay | 1955 |
| Campeonato Uruguayo | Nacional    | Uruguay | 1956 |
| Segunda División    | Sud América | Uruguay | 1958 |

### Torneos internacionales
| Título                 | Equipo (*) | Sede   | Año  |
| ---------------------- | ---------- | ------ | ---- |
| Copa Mundial de Fútbol | Uruguay    | Brasil | 1950 |